# Eucalyptus phenax
Eucalyptus phenax är en myrtenväxtart som beskrevs av Murray Ian Hill Brooker och Slee. Eucalyptus phenax ingår i släktet Eucalyptus och familjen myrtenväxter. Inga underarter finns listade i Catalogue of Life.